# Porta de São Pedro
A Porta de São Pedro foi uma antiga porta da cidade de Lisboa, inserida na cerca moura da cidade.
Encontrava-se defronte da porta principal da Igreja de São Pedro de Alfama, hoje loja nº 113 da Rua da Adiça, sendo anteriormente denominada Porta de Alfama. Após o terramoto de 1755 foi esta paróquia transferida para Alcântara, e no lugar dela fundaram um hospício os padres sufragadores das almas do Purgatório. Todo o seu âmbito é agora um prédio e casas do número 5 a 9 do Largo de São Rafael. Neste sítio vê-se ainda uma torre, e sinais da muralha que subia pela Adiça a unir-se com a Porta do Sol.